# یواس‌اس راتوما (اس‌پی-۷۸)
یواس‌اس راتوما (اس‌پی-۷۸) (به انگلیسی: USS Rutoma (SP-78)) یک کشتی بود که طول آن ۶۸ فوت (۲۱ متر) بود. این کشتی در سال ۱۹۱۰ ساخته شد.